# リヒャルト・ベーア
リヒャルト・ベーア（Richard Baer、1911年9月9日 - 1963年6月17日）は、ナチス・ドイツのアウシュヴィッツ強制収容所の所長。親衛隊（SS）の隊員で最終階級は親衛隊少佐。

## 略歴
バイエルン出身。菓子製造業者で研修を受けていたが、失業してダッハウ強制収容所で看守として勤務するようになった。1939年に髑髏師団に入隊。1942年にはノイエンガンメ強制収容所で勤務。その後、ザクセンハウゼン強制収容所でも勤務した。ノイエンガンメではソ連捕虜のガス殺に関与しており、またT4作戦のひとつ14f13作戦にも関与し、安楽死させる囚人を選び出す作業にあたった。
1942年11月から1944年5月にかけて親衛隊経済管理本部の本部長オズヴァルト・ポール親衛隊大将の副官を務めた。また1943年11月からは親衛隊経済管理本部D部（部長リヒャルト・グリュックス）I課（強制収容所監督課）の課長に就任した。1943年11月から1944年終わりにかけて行われたヨーゼフ・クラマーらによるアウシュヴィッツ第二収容所ビルケナウ収容所でのユダヤ人などのガス室処理の一端に所長として責任を負う。
アウシュヴィッツ強制収容所の所長アルトゥール・リーベヘンシェルは囚人の苦痛の緩和に努めようとすることがあり、ハインリヒ・ヒムラーから「ソフト」と見なされて毛嫌いされていた。そのため1944年5月にはリーベヘンシェルに代わってベーアがアウシュヴィッツ所長に任命された。以降、アウシュヴィッツが閉鎖されるまで彼が所長に在任していた。アウシュヴィッツ閉鎖後はテューリンゲンのノルトハウゼンにあったドーラ強制収容所の所長に就任した。ここではソ連捕虜を大量に絞首刑にしたことに責任がある。
ドイツの敗戦後にはハンブルクの近くに林業労働者になりすまして隠れていた。西ドイツによるフランクフルト・アウシュビッツ裁判の際にベーアを被告人の一人とすべく、1960年10月には彼の逮捕令状が出された。さらに新聞にも写真が掲載された。その結果、1960年12月に逮捕された。アドルフ・アイヒマンの逮捕の後のことであった。しかし判決を待たずして1963年に死去した。